# Ołtarz Zaśnięcia Panny Marii z Lubina
Ołtarz Zaśnięcia Panny Marii z Lubina – późnogotycki pentaptyk Zaśnięcia NMP (Najświętszej Maryi Panny) znajdujący się w Kolegiacie Świętego Krzyża i św. Bartłomieja we Wrocławiu.

## Historia

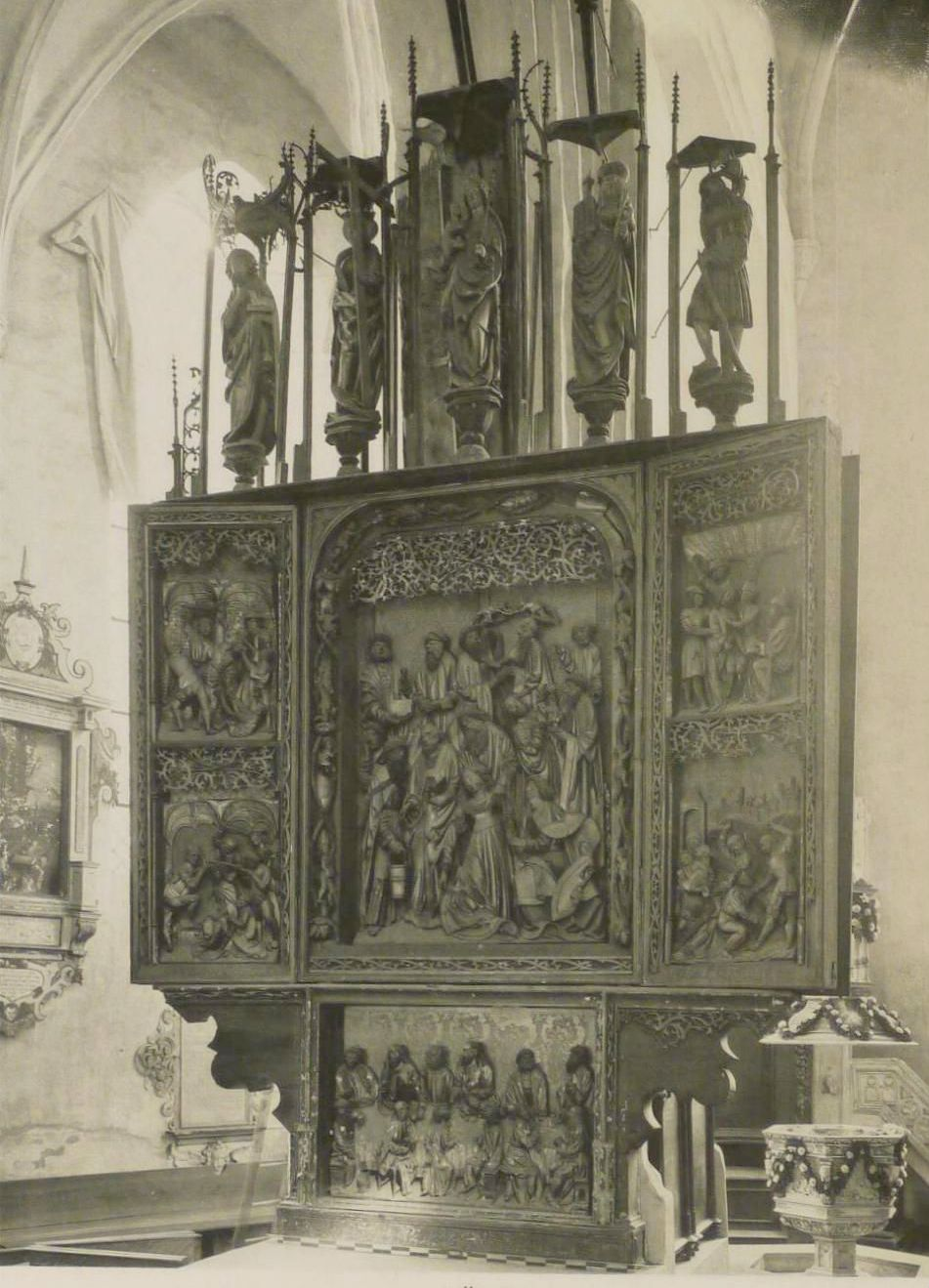
Ołtarz w kościele Matki Bożej Częstochowskiej w Lubinie, 1901 rok

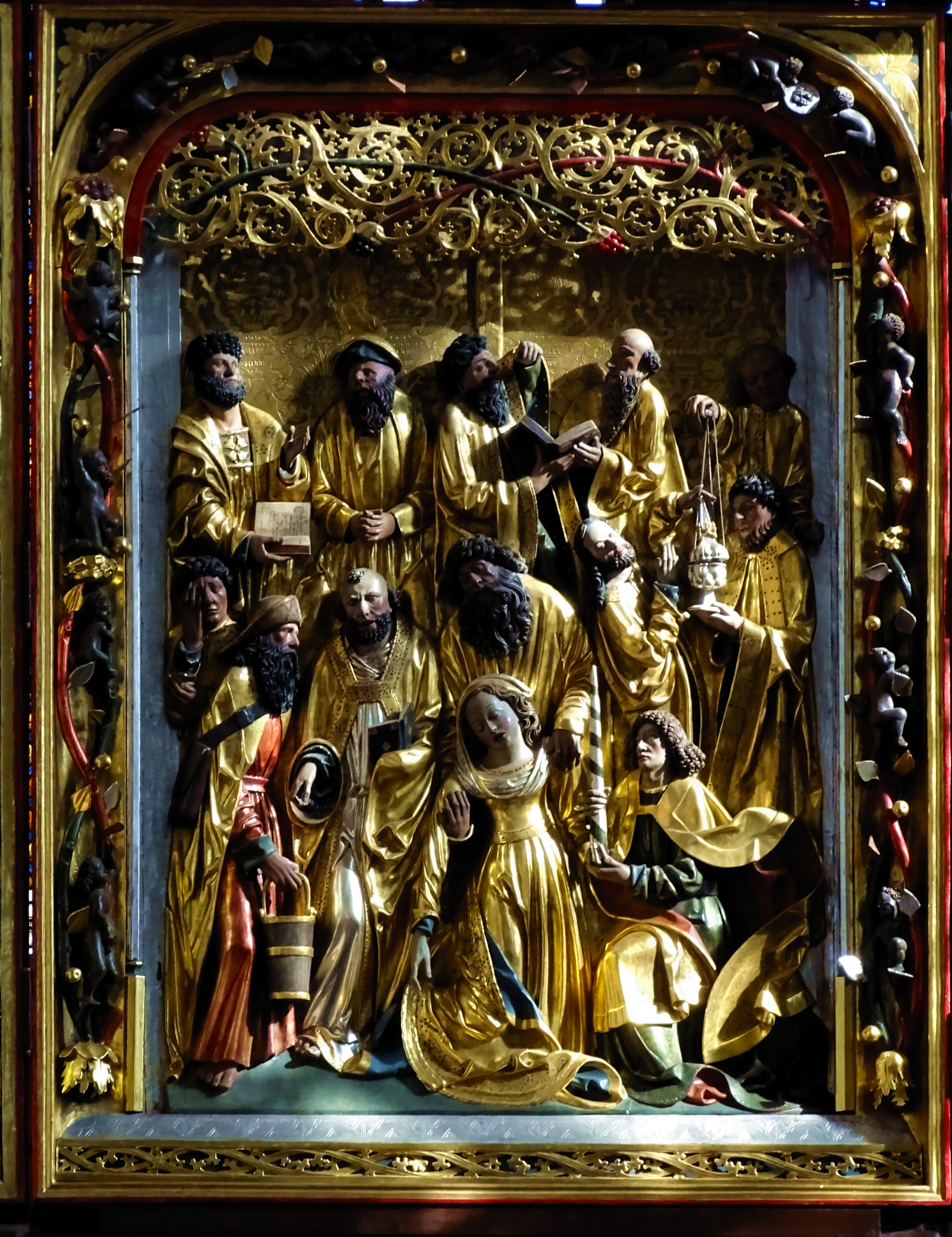
Kwatera środkowa pentaptyku

Ołtarz „Zaśnięcia Panny Marii” został wykonany w 1522 roku dla prezbiterium kościoła Matki Bożej Częstochowskiej w Lubinie. Jego twórcą był prawdopodobnie Mistrz Ołtarzy Lubińskich, będący pod wpływem twórczości Wita Stwosza lub jeden z uczniów krakowskiego mistrza. 
Po przejęciu świątyni przez protestantów ołtarz z uwagi na swoją tematykę został przeniesiony do bocznej nawy. Przed wybuchem II wojny światowej sprzedano go do ówczesnego Muzeum Śląskiego (późniejszego Muzeum Narodowego). W 1948 lub 1951 roku ołtarz został przeniesiony do odbudowywanej archikatedry wrocławskiej pw. św. Jana Chrzciciela. W katedrze znajdował się do 2019 roku, kiedy to został przeniesiony do kościoła Świętego Krzyża znajdującego się również na Ostrowie Tumskim.

## Opis ołtarza
W centralnej części ołtarza znajduje się płaskorzeźba przedstawiająca scenę Zaśnięcia Najświętszej Marii Panny w otoczeniu Apostołów. W skrzydłach bocznych, na awersach, ukazane zostały cztery sceny Męki Chrystusa: w prawym skrzydle u góry znajduje się scena ukazująca Piłata umywającego ręce, zaś u dołu upadek pod krzyżem. W lewym skrzydle u góry umieszczono scena biczowania, a u dołu koronowanie cierniem. Na rewersie skrzydeł umieszczono namalowane sceny z życia Matki Boskiej oraz sceny ze Starego i Nowego Testamentu
Na zwieńczeniu ołtarza umieszczono pięć figur pod baldachimem. W centralnej części znajduje się figura Madonny, a po jej bokach figury świętych Jadwigi Śląskiej, Jana Chrzciciela (po lewej), Heleny i Krzysztofa (po prawej). W podstawie ołtarza, w predelli, znajduje się rzeźbiona scena Ostatniej Wieczerzy.        
W dolnej części znajduje się barokowe antepedium datowane na 1705 rok i wykonane ze srebrnej blachy przez złotnika augsburskiego Abrahama II Drentwetta. Przedstawia sceny: wrzucenia św. Jana Apostoła do kotła, ścięcie św. Jana Chrzciciela oraz męczeństwa św. Wincentego.  W górnym rogu antependium widnieją herby fundatorów dzieła, dziekana kapituły katedralnej, księcia Ferdynanda von Holsteina i biskupa sufragana Balthasara Liesch von Hornau